# Gargoyles, les anges de la nuit
Gargoyles, les anges de la nuit (Gargoyles) est une série télévisée d'animation américaine en 78 épisodes de 25 minutes, produite par les studios Disney et diffusée à partir du 24 octobre 1994 en syndication pour la première et deuxième saisons, tandis que pour sa troisième saison elle a déménagé sur le réseau ABC et s'est terminée le 15 février 1997. La syndication s'est arrêtée le 29 août 1997.
En France, la saison 1 a été diffusée à partir de 1995 sur Canal+ dans l'émission Canaille Peluche. Rediffusion dès le 6 janvier 1996 sur TF1 qui enchaînera avec les saisons 2 et 3 inédites. Rediffusion de la saison 1 du 3 octobre 1998 au 26 décembre 1998 sur TF1.
Rediffusion partielle du 1er septembre 1999 au 16 février 2000 sur M6.
La troisième saison est en réalité une série dérivée nommée, en version originale, Gargoyles: The Goliath Chronicles diffusée du 1er septembre 1996 au 15 février 1997 sur ABC. Elle oppose les héros à un nouvel ennemi.
Un film regroupant les 5 premiers épisodes est sorti en vidéo sous le titre: Gargoyles, le film : Les Anges de la nuit (1995).

## Synopsis
Cette série raconte comment un clan de gargouilles (gargoyles en anglais) s'est retrouvé à protéger l'île de Manhattan contre tout un tas d'ennemis plus redoutables les uns que les autres.
Au Moyen Âge, les gargouilles protégeaient les châteaux et leur population la nuit en échange d'une protection dans la journée. Le clan dont l'histoire est retracée dans ce dessin animé vivait en Écosse médiévale mais fut décimé à cause de la traîtrise d'un des leurs, qui s'est allié avec les Vikings. Les survivants furent changés en statues de pierre par le magicien du château qui crut que les Gargouilles avaient trahi leur serment de protection. Il les condamna à rester de pierre nuit et jour jusqu'à ce que le château soit au-dessus des nuages. Le chef du clan, Goliath, qui avait poursuivi le traitre et le chef des Vikings, revint après avoir vengé les siens et sauvé la princesse dirigeante du château. Il fut stupéfait par le sort du magicien qui apprit l'amère vérité sur la tragédie. Ce dernier comprit son erreur mais il ne pouvait pas annuler le sort ; Goliath lui demanda alors de le changer en pierre lui aussi pour accompagner ses amis dans la malédiction.
1 000 ans plus tard, le château fut démonté pièce par pièce et remonté au sommet d'un gratte-ciel à New York par David Xanatos, un milliardaire américain douteux, ce qui brisa le sort et ranima Goliath et les siens. Les Gargouilles affrontèrent dès lors bien des ennemis, qu'ils soient humains, robots ou surnaturels pour protéger leurs vies et Manhattan, qu'ils finirent par considérer comme leur nouveau territoire à protéger, en incluant tous ceux qui s'y trouvent.

## Doublage

### Voix originales
- Keith David : Goliath ; Thailog
- Salli Richardson : Elisa Maza
- Jonathan Frakes : David Xanatos ; Coyote
- Marina Sirtis : Démona
- Edward Asner : Hudson
- Bill Fagerbakke : Broadway
- Thom Adcox-Hernandez : Lexington
- Jeff Bennett : Brooklyn ; Owen Burnett ; Magus
- Brigitte Bako : Angela
- John Rhys-Davies : MacBeth
- Tim Curry : Dr. Anton Sevarius
- Clancy Brown : Hakon ; Wolf ; Tomas Brod
- Frank Welker : Bronx

### Voix françaises
- Benoît Allemane : Goliath, Thailog
- Magali Barney : Eliza Maza
- Serge Blumental : David Xanatos, Coyote
- Marie Vincent (saison 1) puis Véronique Augereau : Démona
- Jean-Claude Michel (saison 1) puis Marc de Georgi : Hudson
- Pierre Zaoui (saison 1) puis Gérard Surugue : Broadway, Fang, voix additionnelles
- Philippe Peythieu : Brooklyn (2e voix)
- Cédric Dumond : Lexington
- Valérie Karsenti : Hyena, Angela
- Michel Elias (saison 1) puis Bernard Lanneau : Owen Burnett
- Lionel Henry (saison 1) puis Bruno Dubernat : Derek Maza / Talon
- Henri Poirier : MacBeth
- Jean-Philippe Puymartin : Magus, Jackal
- Josiane Pinson : Fox
- Vincent Ropion : Matt Bluestone
- Jean-Louis Faure : Dr Anton Sevarius, Travis Marshall, Dominic Dracon
- Patrick Mancini : Draycon
- Gérard Rinaldi : Oberon, Coldstone (voix principale)
- Thierry Wermuth : Griff, Gabriel
- Daniel Lafourcade : Jeffrey Robins
- Thierry Bourdon : le prince Duncan, Puck
- Céline Monsarrat : les Sœurs du Destin
- Françoise Cadol : Desdemona, Obsidiana, Lady Gruoche
- Bruno Choël : Jason Canmore, Rory Dugan, le Prince Malcolm, Tom adulte et Rori alias Kourkoulen

## Personnages

### Gargouilles

#### Clan de Manhattan
À leur arrivée dans le monde du XXe siècle, seul Goliath possédait un nom qui lui a été donné par les humains. Le nom des autres membres du clan sont tous inspirés de sites connus de la ville de New York.
- Goliath : Il est le chef des gargouilles, noble et intelligent, bien qu'un peu naïf et borné dans ses décisions. Son sens de l'honneur et de la loyauté sont ses plus grandes forces. Sa résistance physique et sa colère peuvent être très impressionnantes. Il ne fait pas confiance aux humains, mais il pense qu'un arrangement entre humains et gargouilles peut être atteint. Il est attaché aux traditions et a eu une certaine difficulté à s'habituer au monde moderne.

Ses rapports avec Elisa ne sont qu'un seul de ces défis. Il était à l'origine le compagnon de Démona, mais ce rapport a été totalement défait avant que le clan n'ait été rétabli en 1994. Il n'a pas pu accepter ces faits. Il s'est rendu compte de ce qu'elle était devenue après un voyage au Xe siècle pour tenter de la changer. Dans les quatre épisodes La cité des statues, où Démona transforme la population de New York en pierre, il se résout à en finir définitivement avec elle, mais les trois Sœurs-souveraines l'en ont empêché car chaque vie à son prix.
Ses sentiments pour Elisa Maza ont commencé simplement avec du respect pour le premier humain rencontré dans ce monde moderne. À la suite de leurs diverses aventures, ils finirent par se rendre compte de leur amour respectif.
- Hudson : Le plus vieux du clan des gargouilles, ce guerrier borgne est une voix de la sagesse parmi ses pairs. Il est comme le conseiller de Goliath et de Brooklyn. Son passe-temps favori est la télévision et il est le seul membre de clan qui combat régulièrement avec une arme, une épée dans le cas présent. Sa plus grande honte est le fait qu'il ne sait pas lire. Cependant, avec l'aide d'un vétéran aveugle, il apprend. Il a été capturé par Xanatos pour l'utiliser dans une expérience pour acquérir l'immortalité. En utilisant ses ressources, il en a réchappé indemne. Bien que cela ne soit jamais apparu sur les bandes, selon les créateurs, Hudson est le père biologique de Broadway. Il était le chef du clan des gargouilles avant de se retirer pour laisser la place à Goliath.

Référence : l'Hudson est un fleuve qui coule sur un des côtés de Manhattan.
- Brooklyn : Un du trio des jeunes gargouilles mâles et celui du clan qui ressemble le moins à un humain, avec une bouche prononcée, mais pas inappréciable, en forme de bec. Bien qu'il n'ait pas la résistance et la finesse de Goliath, il est largement compensé par une nature à réfléchir et agir rapidement. Il est beaucoup plus un planificateur et tend habituellement à considérer soigneusement ses mouvements avant l'action quand il est à distance suffisante de l'ennemi.

En conséquence, il est capable de mener des assauts dévastateurs qui laissent ses ennemis pantois. Quand la situation l'exige, il peut également être tout à fait subtil et patient dans ses méthodes, faisant de lui un chef remarquable dans la plupart des situations. Les vestes en cuir et les lunettes de soleil lui conviennent bien. Il est jeune et impétueux avec un esprit sarcastique fort, mais il est aussi un bon guerrier.
Il a été nommé chef en second par Goliath. Quand Goliath a disparu à Avalon, Brooklyn était au commencement peu disposé à assumer ses responsabilités, mais les endossa rapidement lorsque la situation l'y obligea.
Contrairement à sa carrière "professionnelle" réussie, sa vie amoureuse est une source d'anéantissement constant. D'abord, il a essayé d'aider, et par la même occasion de se rapprocher de Maggie, une humaine ayant subi une mutation génétique dans le but de la transformer en pastiche de gargouille par Anton Sevarius. Elle l'a rejeté avec force, préférant plutôt Derek Maza/Talon. Il a été assez vaillant pour venir à son aide en se confrontant à Fang.
Plus tard, il a concurrencé le trio pour la main d'Angela, jusqu'à ce qu'elle ait mis un terme à cette rivalité insultante. Angela choisit Broadway comme compagnon et Brooklyn a eu du mal à l'accepter.
En conclusion, alors que tout le clan de Manhattan considère Démona comme leur ennemie, c'est Brooklyn qui déteste vraiment la renégate. Ceci vient du fait qu'elle ait tiré profit de sa naïveté pour le persuader de trahir le clan et de voler le Grimoire pour pouvoir asservir Goliath. Brooklyn est parvenu à sauver Goliath et défaire Démona, mais la honte d'être manœuvré ainsi l'a marqué. Cette expérience, plus le fait qu'il soit au courant que Démona est responsable de la mort de plus de gargouilles qu'aucun humain, fait de lui le pire ennemi de Démona. Ceci l'incite souvent à l'attaquer à vue sans prendre le temps de réfléchir à une stratégie.
Référence : Brooklyn est un des plus gros districts de New York.
- Lexington : Le plus petit du clan et le seul dont les ailes sont basées sur celles des écureuils volants. Il est également, techniquement parlant, le plus compétent. Il est celui qui préfère cette époque plus que n'importe qui pour ses avancées technologiques.

Cependant, l’interaction sociale est plus dure pour lui. Cela est dû au fait que lorsqu'il veut rencontrer ses idoles de télé, le Pack, ceux-ci tentent de le tuer. Goliath et lui arrivent à s'échapper, mais il ressent toujours une honte personnelle pour s'être laissé avoir aussi bêtement.
Lex s'est avéré être le plus proche d'Alexandre Xanatos, fils de David Xanatos, ce qui lui permit de faire la paix avec Fox, chef du Pack.
Le cauchemar causé à Goliath par Puck, montrait que Lexington pouvait devenir un meurtrier, ce qui changea les rapports dans le clan quand ils l'apprirent.
Référence : Lexington est le nom d'une des avenues de Manhattan.
- Broadway : Il aime manger et il le montre, un vrai gourmet ! Il croit qu'il faut tester chaque forme imaginable de plaisir culinaire qu'il apprécie en tant que cuisinier du clan. Son apparence quelque peu dodue cache un guerrier féroce et intelligent. Comme Hudson, il était également illettré, mais l'idée de découvrir le passé le poussa à acquérir cette compétence.

Ayant accidentellement tiré sur Elisa, il a une immense aversion envers les armes à feu et détruit toutes celles qui lui tombent dans les mains. En dépit de cet accident stupide, Broadway et Elisa n'ont aucune rancune et agissent ensemble de temps en temps. Pendant ces excursions, Broadway a montré un certain talent dans le travail de déduction logique, même si ses qualifications sont basées sur des films et des émissions de télévision. C'est une compétence qui fut importante dans la recherche du faucon d'argent.
Vers la fin de la série principale, il est non seulement devenu un être instruit, mais il a aussi développé un goût certain pour la poésie.
Quand Angela est arrivée à New York, il a concurrencé les autres jeunes mâles pour s'attirer ses faveurs. Bien qu'elle se soit opposée à ce comportement insultant, la nature sensible de Broadway lui a permis de ne pas se sentir aussi offusquée par lui. Angela a remarqué cette courtoisie et l'a choisi pour être son amoureux et compagnon dans le futur.
Référence : Broadway est une avenue de Manhattan, célèbre pour ses spectacles.
- Angela : Fille de Goliath et de Démona. Angela a été élevée par Katharine, Tom et Magus dans Avalon, avec le reste de ses frères et sœurs de clan. Après que l'Archimage a été défait, Angela est retournée avec Goliath à Manhattan afin de découvrir le monde tel qu'il était à présent. Angela est très intelligente et subtile. Elle ressemble fort à sa mère pour ces deux qualités comme pour l'apparence. Elle complète bien la naïveté de Goliath.

Quand elle s'est établie à New York, elle est devenue l'objet de la rivalité parmi le trio des plus jeunes. Ceci a continué jusqu'à ce qu'elle ait perdu patience et qu'elle ait instamment demandé qu'ils arrêtent de la traiter comme un prix à gagner.
À la fin des épisodes principaux, elle choisit Broadway en raison de sa nature sensible. Quant à sa mère, elle a toujours un certain amour pour elle, mais ce sentiment est couplé au fait qu'elle sait qu'elle ne doit jamais lui faire confiance. Ceci pourrait amener des disputes avec Brooklyn dues au ressentiment qu'il éprouve envers Démona.
- Bronx : La bête du clan des gargouilles. Bien qu'il semble être pour les autres Gargouilles une sorte de chien de garde, il est en réalité aussi intelligent qu'eux, bien qu'incapable de parler. Ils l'aiment bien et Bronx leur est fidèle. Il s'avère d'une grande férocité lorsque la situation le demande.

Son manque d'ailes le rend moins mobile que les autres.
Référence : le Bronx est le district le plus au nord de New York.

#### Autres
- Démona: l'ancienne compagne de Goliath, et l'antagoniste majeure de la série avec Xanatos. Seule rescapée du massacre des Gargouilles et du sort qui changea les survivants en pierre pour un millier d'années, Démona a reçu un sort l'ayant rendue immortelle qui lui a permis de survivre jusqu'au réveil des autres. Elle a gardé une haine féroce envers les humains, et cherche sans cesse à les exterminer pour que seules les Gargouilles demeurent. Dans l'idéal, elle préférerait rallier les autres gargouilles à sa cause et devenir leur chef, bien qu'elle n'hésite pas à essayer de les tuer quand ils s'opposent à elle. Démona est véritablement immortelle, elle ne vieillit pas et ne peut périr qu'en tuant Macbeth ou si ce dernier la tue.

À la suite de l'une de ses tentatives avec l'elfe connu sous le nom de Puck, Démona a perdu la capacité de se changer en pierre le jour, remplacée par celle de se changer en humain (sous l'identité de "Dominique Destin"), lui donnant ainsi la faculté de se mouvoir, de se défendre et d'agir quand les autres gargouilles sont en pierre. Cependant, elle souffre d'une douleur intense à chaque fois qu'elle passe d'une forme à l'autre, prix à payer pour cet avantage.
Référence : Démona est bien entendu un nom donné en référence aux démons. Ce nom lui a été donné jadis par Macbeth, après qu'elle lui a déclaré vouloir être crainte des humains.
- Coldstone: Gargouille, frère de Goliath, Coldstone a été détruit lors de l'attaque du château de Wyvern. Ses restes ont été récupérés par David Xanatos afin de le faire revenir à la vie sous forme cybernétique.

Référence : Le personnage de Coldstone est inspiré du personnage d'Othello de la pièce éponyme de William Shakespeare.
- Desdemona: Gargouille, compagne de Coldstone, Desdemona a été détruite lors de l'attaque du château de Wyvern. Ses restes ont été récupérés par David Xanatos afin de la faire revenir à la vie sous forme cybernétique, d'abord dans le corps de Coldstone cybernétique, puis dans son propre corps.

Référence : Le personnage de Desdemona est inspiré du personnage de Desdemone de la pièce Othello de William Shakespeare.
- Iago/Coldsteel: Gargouille, second de Coldstone, Iago a été détruit lors de l'attaque du château de Wyvern. Ses restes ont été récupérés par David Xanatos afin de le faire revenir à la vie sous forme cybernétique, d'abord dans le corps de Coldstone cybernétique, puis dans son propre corps.

Référence : Le personnage de Iago est inspiré du personnage de Iago de la pièce Othello de William Shakespeare.
- Les clones: ils sont créés par Anton Savarius, Thailog le double de Goliath, Malibu le double de Brooklyn, Brentwood le double de Lexington, Hollywood le double de Broadway, Burbank le double de Hudson, Delilah l'hybride d'Elisa et Demona et Little Anton un gargouille géant. Après la défaite de Thailog et de Demona, les restes des clones seront héberger au clan de Talon.

### Humains
- Elisa Maza : une détective de police qui est la première véritable amie humaine moderne des gargouilles. Elle leur montre le monde du XXe siècle à Manhattan, et les créatures la dépannent contre les gangsters occasionnels. Elle a été accidentellement touchée par un tir de Broadway et elle garde désormais son pistolet en sécurité.

Cet incident l'a également forcée à faire équipe avec Matt Bluestone. Solitaire de nature, ce changement dans son travail l'a contrariée et cela lui a pris des semaines pour s'habituer à sa présence continuelle avec elle. Dans un premier temps, ça lui a fait mal aussi de cacher son attachement avec les gargouilles à son coéquipier. Cependant, elle leur a présenté Matt, alors qu'il était sous la tutelle des Illuminatis.
Elisa entretient des rapports étroits avec Goliath, et au fil des épisodes, elle se rendra compte qu'elle l'aime, malgré leur différence. Dans l'épisode 20 "Le bijou magique", pour Halloween, elle s'est déguisée en Belle et avec Goliath, elle forme La Belle et La Bête. C'est dans Le retour des chasseurs I, II et III que Goliath et elle dévoilent à mi-mots leurs sentiments réciproques.
La mère d'Elisa est nigérienne tandis que son père est un indien d'Amérique (et ex-officier du NYPD). Son frère Derek sera manipulé par Xanatos et deviendra un mutant : il changera alors de nom pour devenir Talon.
- David Xanatos : le principal antagoniste des premières saisons. Xanatos est un IIluminati et un milliardaire plus ou moins douteux obsédé par le contrôle, qui, fasciné par la légende des Gargouilles, a fait reconstruire le Château au sommet de sa tour afin de briser le sort et de libérer les Gargouilles. Depuis, il passe la majorité de la série à chercher un moyen de les asservir ou de créer son propre clan de gargouilles lui étant loyal. Bon combattant en arts martiaux, mais surtout génie en manipulation et en plans complexes, Xanatos combat souvent équipé d'une armure robotique en forme de gargouille (ce qui n'est pas sans évoquer l'armure d'Iron Man), et constitue alors un adversaire de taille même pour Goliath. Il est de nature assez rude, mais montre un meilleur côté à partir de la saison 2, surtout vis-à-vis de son épouse Fox et de son fils Alex. À l'opposé de la plupart des "méchants", Xanatos n'est absolument pas vindicatif, et considère la vengeance comme quelque chose d'absurde. Voyant généralement le verre à moitié plein, même dans ses défaites, il arrive en général à faire en sorte que ses échecs lui apportent tout de même quelque chose.

Référence : Opposé principalement à Goliath, son prénom reprend David du récit biblique, mais au rôle inversé du méchant. Son nom de famille, par contre, se réfère à Thanatos, dieu grec de la mort.
- Owen Burnett : le majordome de Xanatos. Owen est un homme sérieux, intelligent, froid et calme qui ne sourit presque jamais. Il est dévoué à son employeur, qui lui-même montre un profond respect pour lui. Lorsqu'il entre en contact avec les Gargouilles, il montre usuellement un respect glacial et distant. Comme Xanatos, c'est un habile pratiquant en arts martiaux. On découvre dans l'épisode "Le Miroir" (épisode no 5 de la saison 2) qu'il est un des enfants d’Obéron plus connu sous le nom de Puck. Il sert loyalement David Xanatos sous la forme d'un humain à sa demande à la place de demander la réalisation de vœux.

Référence : Son nom de famille rend hommage à Alan Burnett, producteur du dessin animé Batman (1992).
- Fox (Janine Renard) : Ancienne membre du Pack et ancienne adversaire des Gargouilles, elle est devenue par la suite la femme de David Xanatos dont elle aura un fils nommé Alexandre. On apprend au cours des épisodes que son père est un des hommes les plus riches du monde, Halcyon Renard, et que Fox est son enfant unique. On apprend également que sa mère était l'ancienne épouse d'Obéron, le seigneur tout puissant d'Avalon. Elle vivait séparée d'Obéron et elle s'était réfugié sur terre sous l'apparence d'une femme humaine. Au cours de son séjour, elle était tombée amoureuse d'Halcyon Renard avec qui elle s'est marié et elle eut Fox. Ses parents divorcèrent. Fox n'était pas au courant des origines de sa mère jusqu'à ce qu'Obéron arrive sur Terre pour kidnapper Alexandre le jour de sa naissance pour être élevé à Avalon. Heureusement, David Xanatos aidé des Gargouilles et de Puck firent échouer ce kidnapping. Alexandre resta avec ses parents sous la garde de Puck et des Gargouilles avec l'accord d'Obéron. Elle se transforme en une sorte de loup-garou grâce à l'œil de Wotan donné par Xanatos.

- McBeth : un roi écossais rendu immortel grâce à un sort jeté par les trois Sœurs-souveraines qui le lie avec Démona. Excellent combattant, doté de plusieurs centaines d'années d'expérience contre les Gargouilles et de connaissances en magie et technologie, il suit néanmoins un code d'honneur strict. Il souhaite tuer Démona afin de se débarrasser de sa vie éternelle et rejoindre son épouse et son fils dans l'au-delà. Référence : Le personnage de McBeth est inspiré du personnage du personnage et de la pièce éponyme de William Shakespeare.
- Tony Drakon: un trafiquant d'armes souvent aux prises avec Elisa Maza, Goliath et Broadway. Broadway le hait spécialement (en raison de son aversion pour les armes à feu), et lui met souvent des bâtons dans les roues.

- Anton Sevarius: un savant engagé par Xanatos, puis réemployé au cours de la série par différents antagonistes. Archétype du savant fou, il ne vit que pour ses expériences et est responsable entre autres de la transformation de plusieurs humains (dont Derek Maza et Maggie) en mutants et de la création de Thailog, le clone maléfique de Goliath. C'est un généticien brillant, reconnu pour ses connaissances en génétique, mais néanmoins mégalomane, immoral et dépourvu de scrupules[9].

- Kathrine : la princesse du Château qui abritait originellement le Clan de Manhattan, et la nièce du roi de l'époque. Originellement, elle coopérait de mauvaise grâce avec les Gargouilles, envers lesquelles elle était plutôt hostile et méfiante (il est plus tard révélé dans un flashback que cette attitude était due au fait qu'elle avait, dans son enfance, vu son père presque se faire tuer par l'Archimage, et avait cru qu'Hudson était le responsable). Néanmoins, après que Goliath l'a sauvée des Vikings, elle est touchée par la peine de ce dernier, et lui promet de prendre soin des œufs.

Il est révélé dans la saison 2 que, après plusieurs mésaventures, elle s'est installée avec Magus et Tom sur l'Île mystique d'Avalon, où chaque journée du reste du monde équivaut à une heure, ce qui lui a permis de rester en vie suffisamment longtemps pour retrouver Goliath plus tard (bien qu'elle soit désormais une femme d'âge mûr). Elle s'occupe toujours des gargouilles ayant éclos des œufs, et, en dépit de son hostilité passée envers l'espèce, les considère comme ses enfants, n'hésitant pas à les défendre farouchement.
- Magus : l'ancien mage de Katharine, pour qui il semblait plus ou moins avoir des sentiments, ou du moins une grande dévotion. Dans le pilote, il est responsable du sort qui a changé les survivants du clan de Goliath en pierre pendant un millier d'années, ayant cru que les créatures avaient trahis leur serment et causé la mort de la princesse. Lorsqu'il découvre son erreur, il est horrifié, et accepte de prendre soin des œufs avec Katharine et Tom. Malgré cela, il n'a jamais pu se pardonner lui-même ce qu'il avait fait aux Gargouilles.

Magus a, comme Tom et Katharine, survécu jusqu'à l'époque de la série grâce à son séjour sur Avalon, et a participé aux soins sur les œufs et les Gargouilles qui en sont nés. Dans l'Arc de la série où Goliath et Elisa viennent à Avalon pour contrer l'Archimage, il aide Elisa à réveiller le Roi Arthur pour leur venir en aide. Peu après, il affronte les Trois Sœurs-souveraines, et réussit à les emprisonner, mais fait dans le procédé l'effort de trop qui lui coûte la vie. Dans ses derniers instants, il est pardonné par Goliath, qui lui est reconnaissant d'avoir permis aux œufs d'éclore.
- Tom : dans le pilote, Tom apparaît comme un enfant paysan vivant dans le Château de Katharine et s'étant lié d'amitié avec les Gargouilles. Fait prisonnier par les Vikings avec sa mère et la plupart des habitants du Château, puis libéré, il accepte de prendre soin des œufs. On apprend dans l'Arc sur Avalon que la Princesse l'a nommé Gardien des Œufs, et qu'il les a accompagné à Avalon, où il a lui aussi survécu jusqu'à l'époque de la série, devenant un adulte chargé de veiller sur les Gargouilles d'Avalon. Ces dernières se réfèrent à lui comme le "Gardien", et lui montrent une forte affection. C'est lui qui vient chercher Goliath pour lui demander son aide contre l'Archimage.
- L'Archimage : le plus ancien ennemi des Gargouilles, qui a eu Magus et Démona pour apprentis. Originellement cru mort dans le passé, il a en réalité été sauvé par son double du futur, qui a organisé une manigance lui ayant permis d'obtenir les trois objets magiques (le Grimoire de Magus, l'Œil d'Odin et la Porte du Phénix) qui lui donnent un pouvoir quasi-absolu. Il revient ainsi dans l'Arc Avalon, afin de tuer Goliath et les Gargouilles d'Avalon pour se venger. Il meurt apparemment lorsque Goliath lui arrache l'Œil d'Odin, le privant de son seul moyen de contrôler le pouvoir du grimoire.
- The Pack : groupe de mercenaires engagé par Xanatos, héros d'un show télévisé. Composé d'abord de Fox, Wolf, Dingo, Jackal et sa soeur Hyena. Fox est ensuite remplacée par Coyote, un robot à l'effigie de Xanatos.

### Mutants
- Derek Maza/Talon : Derek Maza était à l'origine le frère d'Elisa, policier comme elle. Cependant, il fut manipulé par Xanatos, qui l'engagea comme homme de main et lui révéla l'existence des Gargouilles. Peu après, dans une autre manipulation, durant laquelle il fit croire à la mort de Sevarius par la faute de Goliath, il causa la transformation de Derek en un des mutants inspirés des Gargouilles, avec des allures de panthère noire. Croyant les Gargouilles coupables et Xanatos le seul capable de lui fournir un antidote, Derek et les autres mutants se mirent au service de Xanatos. Devenant le chef du groupe, Derek changea son nom et se fit appeler Talon.

Plus tard, lorsque la manipulation fut révélée, Talon et ses semblables se décidèrent à renoncer à retrouver leur forme d'origine pour établir leur propre clan. Il fut accepté par sa famille malgré sa nouvelle forme, et ils établirent leur domaine dans l'ancien laboratoire de Sevarius.
- Maggie Reed : Maggie était originellement une vagabonde dans la rue, jusqu'à ce qu'elle soit recueillie par Sevarius, qui lui offrit un "travail". Cependant, il eut tôt fait de faire d'elle l'un des mutants, avec un aspect de lion. Lors d'une tentative d'évasion, elle fit la connaissance de Brooklyn, qui se rapprochât affectivement d'elle, mais elle le repoussa ensuite lorsqu'elle fut comme les autres mutants convaincues par Xanatos que les Gargouilles étaient les responsables de leur état. Par la suite, elle devint la compagne de Talon.
- Fang : un des mutants, dont l'apparence évoquerait un puma ou un autre fauve équivalent. Son origine n'a pas été précisée, mais vu son tempérament, il pourrait avoir été un délinquant dans le passé. Il est le seul du groupe à avoir immédiatement apprécié sa transformation et est aussi le moins enclin à suivre les demandes de Talon. Il considère que le plus fort doit dominer, et tente à une reprise de voler la place de chef à Talon, mais échoue grâce à l'intervention des Gargouilles. En prison, il fait la connaissance de Démona et des clones de gargouilles qui le délivrent. Il retournera en prison après la défaite de Tailog et Démona.
- Claw : un autre mutant aux origines non précisées, à l'aspect de tigre. Bien que puissant physiquement, la mutation l'a rendu muet pour une raison inconnue, peut-être un trouble psychologique.

## Espèces
Dans le monde de Gargoyles, il y a trois espèces intelligentes, quatre si on considère les mutants, victimes du savant au service de Xanatos : Anton Sevarius.

### Les humains
Rien à dire de particulier à ce sujet, voir humain.

### Les gargouilles
Les gargouilles sont des bipèdes (la plupart du temps), mais ont trois paires de membres, la troisième partant du dos le plus souvent et formant les ailes. Les gargouilles ne volent pas, elles ne font que planer sur des courants ascendants. Elles sont plus fortes que les humains, et n'ont que quatre doigts aux extrémités, mais qui se terminent par des ongles ou des griffes dures. Elles ont une queue, et leurs yeux luisent quand elles sont en colère (d'une lueur blanche pour les mâles et rouge pour les femelles). Le jour, elles se transforment en pierre, ce qui leur permet d'accumuler de l'énergie (présumée être l'énergie solaire) pour planer, guérir des blessures légères ou des empoisonnements. Elles vieillissent moitié moins vite que les humains.
Les gargouilles se reproduisent lentement, via des œufs, et vivent en clan, ce qui fait que chacun des enfants est élevé par tout le clan.
Il ne reste que très peu de gargouilles dans le monde. Durant leur voyage à travers le monde, Goliath, Elisa et Angela rencontreront trois nouveaux clans à Londres, au Guatemala et au Japon. La terre d'Avalon accueille aussi son clan de gargouilles, mais il s'agit en fait du reste du clan de Goliath (les restes du clan sont Gabriel, Ophelia et Boudicca qui est une bête du clan comme Bronx, les restes du clan, on ne connait pas leur nom). Chaque clan a des caractéristiques physiques et culturelles particulières :
- Le clan de Londres s'inspire des figures de l'héraldique : lion, licorne, cerf, griffon et sanglier. Leur physique se rapproche énormément d'animaux anthropomorphiques ailés. L'un d'eux, Griff, a aidé les alliés durant la Seconde Guerre Mondiale. Le camp avait par la suite été un temps inactif, mais a récemment repris ses activités de protecteurs. Les membres sont Una la licorne, Leo le lion et Griff le griffon. Les autres sont mentionnés comme Staghart le cerf, Constance le sanglier Pog l'hippogriffe et Lunette la licorne ailée.
- Le clan d'Hishimura (Japonais) est caractérisé par une prépondérance des cornes longues comme celle des gazelles. Leur peau tire souvent sur les couleurs pastels, et nombre d'entre eux portent des kimonos. Ce clan est l'un des rares à avoir survécu en grand nombre, et ils vivent en entente cordiale avec les humains qu'ils protègent, auxquels ils ont enseigné le bushido. Les membres sont Kai le leader, Sora et Yama, car les autres on ne connait pas leur nom.
- Le clan du Guatemala apporte des couleurs plus vives. Les quatre membres du clan sont très différents physiquement les uns des autres. L'un d'eux, Zaphiro, possède des ailes d'oiseaux et n'a pas de jambes, mais un corps de serpent. Ils sont tous vêtus dans un style Aztèque, et protègent la jungle contre les bûcherons, tout en se contentant de les effrayer sans leur faire de mal. Ils sont aussi détenteurs d'amulettes leur permettant de ne pas se changer en pierre le jour. Les autres membres sont Jade , Turquesa et Obsidiana.

### Les Enfants d'Obéron
Également appelés la Troisième Race, ce sont des créatures magiques, très différentes entre eux. Les quelques points communs : ils sont immortels, dotés de pouvoirs magiques, soumis à Obéron, et sensibles au fer (même au son d'une cloche en fer). Beaucoup sont aussi des êtres ayant été vénérés par les humains. Ceux croisés dans la série incluent :
- Odin (ou Wotan), dieu Nordique. Son œil lui a été retiré pour devenir un objet magique puissant, mais il le récupère au cours de la saison 2;
- La Banshee, un esprit maléfique irlandais opposé à Cuchulainn;
- Anansi, une sorcière africaine à l'aspect d'une araignée géante;

Référence : Anansis est inspiré de la divinité éponyme.
- Raven, un sorcier indien illusionniste;
- Coyote, un esprit métamorphe indien; a ne pas confondre a celui du pack
- Anubis, dieu Égyptien de la Mort;
- Les Trois Sœurs Souveraines, trois sorcières ayant manipulé les événements temporairement pour le compte de l'Archimage.

Référence : Les Trois Sœurs Souveraines sont inspirés des personnages éponymes de la pièce McBeth de William Shakespeare.
- Puck, un Elfe facétieux aux pouvoirs presque sans limites.

Référence : Le personnage de Puck est inspiré du personnage mythologique éponyme mais également du personnage de la pièce Le songe d'une nuit d'été de William Shakespeare.

### Les mutants
À la suite d'une expérience génétique pour imiter les Gargouilles, certains humains (3 hommes et une femme) ont été transformés en hybrides ressemblant à des Gargouilles. Les mutants ont un visage proche de celui des félins pour la vitesse, la force et l’agilité et des ailes de chauves-souris pour planer. À l'inverse des gargouilles, ils peuvent voler au lieu de planer et ne se changent pas en pierre durant la journée. De plus ils peuvent lancer des décharges électrique grâce à L’ADN d'anguille électrique utilisé pour les créer. Dans le premier épisode où ils apparaissent (La Métamorphose), ils ont une queue de félins, mais à partir de leur seconde apparition (La vengeance des mutants), ils n'ont plus de queue. Leurs yeux sont entièrement jaunes avec des pupilles fendues, et comme les gargouilles, les yeux des mâles (Talon, Fang et Claw) luisent d'une lueur blanche quand ils sont en colère. Mais cette caractéristique n'est montrée que dans l'épisode "La vengeance des mutants" (épisode n°20 de la saison 2).

### Les nouveaux Olympiens
Ce sont des créatures de la mythologie grecque qui vivent sur la Nouvelle Olympie, une île cachée par une épaisse brume. Ils haïssent les humains qui les considèrent comme des monstres, mais ne sont pas adversaires des gargouilles, qui sont autant rejetées qu'eux par l'humanité.

## Produits dérivés

### Jeu vidéo
- Gargoyles : sur Mega Drive (1994)

### Comic
- Gargoyles : comic de 11 numéros (Marvel Comics, 1995)

### Bande dessinée
- Gargoyles, les anges de la nuit : bande dessinée de Régis Maine et Jesus Redondo (Dargaud, 2006)

## Commentaires
La série reste incomplète après la saison 3, certains drames de cette série n'ont pas été résolus, par exemple : Demona qui est toujours en liberté et qui représente une menace pour l'humanité, Derek Maza qui souhaitait redevenir humain est toujours un mutant aux allures de gargouille, et les autres gargouilles ressemblant à Goliath et ses amis (leurs clones) restent toujours en pierre et n'ont toujours pas reçu leur antidote[réf. nécessaire]. Car il n'y aura pas de saison 4.